# HMS Kandahar (F28)
Pour les articles homonymes, voir F28.
Le HMS Kandahar (F28) est un destroyer de la classe K de la Royal Navy.

## Histoire
En mai 1940, il est affecté dans la mer Méditerranée et intègre le 21 la 14e flottille de destroyers à Malte. Il est prévu qu'il aille dans la mer Rouge et rejoigne la base navale des Indes Orientales.
Le 20 juin 1940, les destroyers Kandahar, Kingston et Khartoum et le sloop Shoreham forcent à remonter en surface le sous-marin italien Torricelli près de Périm et le coulent lors d'un duel d'artillerie.
Le 21 février 1941, en compagnie de son sister-ship Kimberley et du croiseur Manchester, il capture le paquebot allemand Wahehe qui sert dans le blocus au sud de l'Islande.
Le 19 décembre 1941, le Kandahar fait partie de la force K chargée d'intercepter un convoi italien à destination de Tripoli. La force tombe dans un champ de mines qui vient d'être posée. Alors qu'il va secourir le Neptune, le Kandahar en touche une à son tour. Les graves dommages le rendent irrécupérable. Après avoir pris les 174 membres d'équipage, le Jaguar envoie une torpille pour le couler définitivement.